# Argyrogrammana aparamilla
Argyrogrammana aparamilla is een vlindersoort uit de familie van de prachtvlinders (Riodinidae), onderfamilie Riodininae.
Argyrogrammana aparamilla werd in 1995 beschreven door Hall, J & Willmott.